# Военное кладбище (Могилёв)
Воинское кладбище — кладбище в Могилёве, расположенное в сквере на улице Лазаренко. Похоронены 109 воинов Советской Армии и партизан, погибших в Великой Отечественной войне. Среди захороненных воины 173-й стрелковой дивизии 13-й армии Западного фронта, оборонявшей Могилев в июле 1941 года, и 49 -й и 50-й армий 2-го Белорусского фронта, погибшие в июне 1944 года при освобождении Могилева от немецко-фашистских захватчиков, а также Герой Советского Союза Михаил Кондратьевич Буянов, Михаил Афанасьевич Замулаев, Осман Мусаевич Касаев и Николай Васильевич Ромашко, Василий Игнатьевич Паньков.
В 1965 году на кладбище установлен памятник — скульптурная композиция: солдат с автоматом и девушка [уточнить], 19 надгробий с именами погибших. Ныне на могиле установлена бронзовая скульптурная композиция высотой 4 м: две женщины держат тело солдата.